# Fredrik Størmer
Henrik Christian Fredrik Størmer, född 19 augusti 1839 i Trondheim, död 29 december 1900 i Kristiania, var en norsk ingenjör och uppfinnare.
Efter studier vid Polytechnikum i Karlsruhe 1857–60 inriktade Størmer sig hemma i Norge på frågan om en rationell användning av skogsindustrins avfallsprodukter och anlade bland annat i detta ändamål 1862-65 ett par träoljefabriker; senare anlade han efter en ny utlandsvistelse 1868 en trädestillationsfabrik i Tistedalen vid Fredrikshald och byggde 1872 en oxalsyrefabrik i Fredrikstad.
Genom en artikelserie i "Morgenbladet" 1876, vilken trycktes i broschyrerna Om vor jernbanebygning (I–II, Kristiania 1876) inlät Størmer sig i en stor och uppseendeväckande diskussion om principerna för utvecklingen av det norska järnvägsväsendet. Han blev en outtröttlig och hänsynslös ledare för den opposition, som riktade sig mot det av Carl Abraham Pihl förfäktade smalspårsystemet. Striden ledde till en ärekränkningsprocess, som inleddes 1877 och avslutades först 1888 med Størmers seger på alla väsentliga punkter.
Størmer hade emellertid 1878 rest till världsutställningen i Paris, där han bosatte sig och drev en träkolsfabrik efter eget patent. År 1884 återvände han hem och förestod under de följande åren byggandet av och den inledande driften av stora cellulosafabrikerna vid Moss, i Bamble och på Ranheim. Senare bodde han intill sin död i Kristiania och verkade som privat uppfinnare, främst upptagen med elektrolytiska undersökningar, till exempel beträffande framställning av soda och klor, varjämte han bedrev affärer med en av honom uppfunnen och efter honom uppkallad apparat för inhalation av läkemedel, beskriven i hans broschyr Fredrik Størmers norske inhalator (1891).
Størmer hade en idealistisk tro på Norges industriella utveckling genom vattenkraft, vilken fick honom att satsa sin förmögenhet på denna. Han testamenterade sina tillgångar till Nansen-Fondet och till Det Norske Samlaget.